# Pingdingshan
Pingdingshan (平顶山) é uma cidade da província de Honã, na China. Localiza-se no sul da província. Tem cerca de 4 904 367 habitantes (2010).